# District de Prakasam
Le district de Prakasam  (hindi : ప్రకాశం జిల్లా) est un district de l'état de l'Andhra Pradesh, en Inde,

## Géographie
Au recensement de 2011, sa population compte  habitants.
Son chef-lieu est la ville de Ongole. 